# Desna (huyện)
Huyện Desna (tiếng Ukraina: Деснянський район, chuyển tự: Desnas’kyi raion) là một huyện của tỉnh Thành phố Kiev thuộc Ukraina. Huyện Desna có diện tích 148 kilômét vuông, dân số theo điều tra dân số ngày 5 tháng 12 năm 2001 là 336.209 người với mật độ 2272 người/km².. Trung tâm huyện nằm ở ?.